# North Judson
North Judson és una població dels Estats Units a l'estat d'Indiana. Segons el cens del 2000 tenia 1.675 habitants.

## Demografia
Segons el cens del 2000, North Judson tenia 1.675 habitants, 648 habitatges, i 425 famílies. La densitat de població era de 703 habitants/km².
Dels 648 habitatges en un 34,7% hi vivien nens de menys de 18 anys, en un 49,7% hi vivien parelles casades, en un 12,3% dones solteres, i en un 34,4% no eren unitats familiars. En el 31,5% dels habitatges hi vivien persones soles el 15,9% de les quals corresponia a persones de 65 anys o més que vivien soles. El nombre mitjà de persones vivint en cada habitatge era de 2,58 i el nombre mitjà de persones que vivien en cada família era de 3,27.
Per edats la població es repartia de la següent manera: un 31,1% tenia menys de 18 anys, un 8,1% entre 18 i 24, un 29% entre 25 i 44, un 16,2% de 45 a 60 i un 15,6% 65 anys o més.
L'edat mediana era de 33 anys. Per cada 100 dones de 18 o més anys hi havia 86,4 homes.
La renda mediana per habitatge era de 29.779 $ i la renda mediana per família de 39.792 $. Els homes tenien una renda mediana de 31.071 $ mentre que les dones 21.467 $. La renda per capita de la població era de 13.052 $. Entorn del 10,5% de les famílies i el 12,7% de la població estaven per davall del llindar de pobresa.

## Poblacions més properes
El següent diagrama mostra les poblacions més properes.